# Ninety-Five Senses
Ninety-Five Senses ist ein US-amerikanischer Animationsfilm von Jared Hess und Jerusha Hess aus dem Jahr 2023.

## Handlung
Der Häftling Coy, gesprochen von Schauspieler Tim Blake Nelson, reflektiert über sein Leben und die schlechten Entscheidungen, die er getroffen hat. Er erzählt davon, nie ein Smartphone besessen zu haben, er aber gelesen hat, dass durch diese sich die Augen verändern würden. Dann erzählt er, wie er als Kind von seiner Großmutter beim Stehlen erwischt wurde und eine Abreibung erhielt. Es folgten mehrere nicht sehr erfolgreiche Jobs. Als er einmal gefeuert wurde, weil er beim Rückwärtsfahren ein anderes Auto gerammt hatte, zündete er die Firma an, nichtsahnend, dass über der Firma eine Wohnung mit einer Familie war. So wurde er zum Tode verurteilt. Anschließend philosophiert er über seine Henkersmahlzeit, die von den Insassen zubereitet wurde. Es folgte ein Gedankenspiel, in dem seine Tat nicht passiert sei und er mit seiner letzten Verteidigerin eine Familie gründete. Am Ende erzählt er, wie die einzelnen Sinne beim Tod langsam aussetzen würden. Er habe einmal gelesen, dass die Menschen eigentlich über 100 Sinne haben, während ihres Lebens aber nur auf fünf Sinne zugreifen könnten. Er hoffe darauf, dass er im Jenseits die 95 weiteren Sinne haben könnte.
Am Ende wird er zur Halterung für die Giftspritze geführt.

## Hintergrund
Das Ehepaar Jerusha und Jared Hess drehte den Animationsfilm auf Initiative der Salt Lake Film Society. Produziert wurde er durch deren MAST-Programm. Es handelt sich um den ersten Animationsfilm des Ehepaars, die vorher Komödien wie Napoleon Dynamite (2004) und Nacho Libre (2006) gedreht hatten. Der Film wurde von sechs verschiedenen Animationsteams aus dem US- und lateinamerikanischen Raum in verschiedenen Formen animiert. Die Rechte des Films liegen bei der Streaming-Plattform Documentary+, die zur FAST-Plattform gehört.
Der Film gewann den Jury-Award beim Florida Film Festival. Der Film wurde für die Oscarverleihung 2024 als Bester Kurz-Animationsfilm nominiert. Die Nominierung erreichte die beiden Regisseure bei einer Sondervorführung von Napoleon Dynamite anlässlich des 20. Jubiläums des Films auf dem Sundance Film Festival 2024. Außerdem wurde der Film für den Humanitas-Preis 2023 nominiert.